# Martín Campaña
Martín Nicolás Campaña Delgado (ur. 29 maja 1989 w Maldonado) – urugwajski piłkarz występujący na pozycji bramkarza w saudyjskim klubie Al-Riyadh. 

## Kariera
Wychowanek Defensora Sporting, w swojej karierze grał także w takich klubach, jak Deportivo Maldonado, Atenas, Cerro Largo, Racing Montevideo oraz Independiente. Znalazł się w kadrze reprezentacji Urugwaju na Copa América 2016. Posiada także obywatelstwo włoskie.